# カレン・ヴェッターハーン
カレン・ウェッターハーン（Karen Wetterhahn、1948年10月16日 - 1997年6月8日）は、アメリカ合衆国の化学者。ダートマス大学教授。

## 人物
ニューヨーク州プラッツバーグ出身。1970年にセントローレンス大学卒業、1975年にコロンビア大学から化学のPh.D.を取得。1976年からダートマス大学で教鞭を執った。重金属類が健康に及ぼす影響について研究していたが、1996年8月14日、ジメチル水銀を取り扱う実験中、装着していたラテックス製の手袋の上にわずか数滴が誤って付着し、結果的にその手袋による防護が不十分であったためジメチル水銀に被曝した。
5か月後の1997年1月に平衡感覚障害などの水銀中毒の症状を示し、治療が行われたが、5か月後の1997年6月8日にニューハンプシャー州グラフトン郡で死亡した。